# Alessio Tramello
Alessio Tramello (Borgonovo Val Tidone, 1455 – Piacenza, 1535) è stato un architetto italiano.

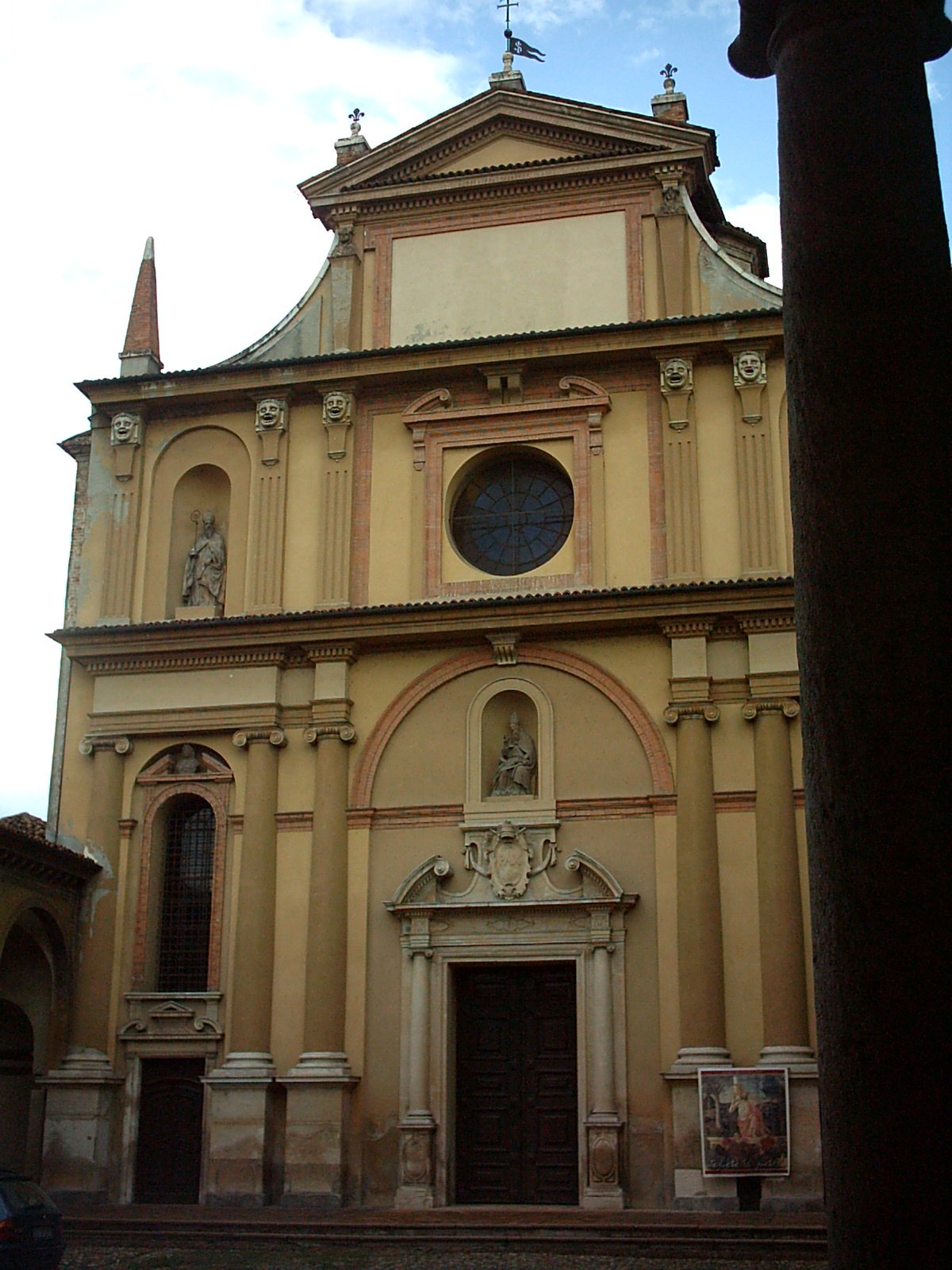
Facciata di San Sisto

Nacque nelle vicinanze di Borgonovo Val Tidone, nella frazione di Mottaziana, e visse per lungo tempo a Piacenza, dove iniziò la sua carriera da architetto. 
Gli edifici più famosi da lui progettati sono la basilica di Santa Maria di Campagna (costruita fra il 1522 e il 1528), la basilica di San Sepolcro e la chiesa di San Sisto (edificata tra il 1499 e il 1511), entrambe collocate nel centro storico della città di Piacenza.
Fu sepolto nella chiesa di Santa Maria di Campagna, ma le sue spoglie vennero traslate in seguito all'editto di Saint Cloud e da allora andarono disperse.